# Anilios nigroterminatus
Espèce
Synonymes
- Typhlops kenti Waite, 1918
- Typhlops nigroterminatus Parker, 1931
- Austrotyphlops nigroterminatus (Parker, 1931)
- Ramphotyphlops nigroterminatus (Parker, 1931)

Anilios nigroterminatus est une espèce de serpents de la famille des Typhlopidae. 

## Répartition
Cette espèce est endémique du Nord-Ouest de l'Australie.

## Publications originales
- Waite, 1918 : Review of the Australian blind snakes. Records of the South Australian Museum, vol. 1, p. 1-34 (texte intégral).
- Parker, 1931 : A new species of blind snake from N. W. Australia. Annals and Magazine of Natural History, sér. 10, vol. 8, p. 604-605.